# Cultura Begazy-Dandybai
La cultura Begazy-Dandybai es una cultura de la Edad de Bronce  de economía mixta que se encontraba en el territorio del Kazajistán central , Turkmenistán, y Uzbekistán, que se estima existió desde el  II Milenio A.C hasta el siglo VIII a. C., surgida en torno a la estepa de Saryarka. La cultura, con sus mausoleos megalíticos, floreció entre los siglos XII y VIII a. C.
Fue descubierta y publicada por M.P. Gryaznov durante la década de 1930 y 1940 tras unas excavaciones realizadas por él mismo siguiendo historias locales transmitidas oralmente desde la Cultura Karausk.
En 1979 la cultura Begazy-Dandybai fue descrita y analizada en detalle en una monografía por A. Kh. Margulan, quién revisó sistemáticamente todo el material acumulado y sus descripciones. Los monumentos más famosos de la cultura Begazy-Dandybai son Begazy, Dandybai, Aksu Ayuly 2, Akkoytas, y Sangría 1.3.
Se estima que la cultura Begazy-Dandybai existió hacia el IIº milenio AC gracias a los restos encontrados en la minería de cobre, lata, y depósitos de mena del oro. 
En aquella época florecieron en los distintos oasis a lo largo de pequeños ríos en la estepa pueblos de la Cultura de Andronovo, una cultura basada en el pastoreo, la agricultura, minería, metalurgia y la forja de este metal. La prosperidad en esta zona central de Kazajistán bajo la cultura de Andronovo fue gracias principalmente al ganado y al conocimiento y aprendizaje de como tratar el bronce. 
Una serie de derrumbes de distintas culturas durante la Edad de Bronce a principios del I milenio AC (Siglos X al VIII) supusieron el punto álgido de la cultura Begazy-Dandybai, que creció a lo largo de toda la estepa, extendiéndose por aproximadamente 2 millones de kilómetros cuadrados, con pastos inmensos y numerosas minas que explotar.
Las distintas búsquedas arqueológicas a partir del año 1980 aumentaron la zona de influencia ya conocidas de la cultura Begazy-Dandybai a más de 60 poblados y más de 200 cementerios. La atención arqueológica se ha centrado en el estudio de mausoleos megalíticos, en los poblados y en los cementerios comunes conocidos como "Kurgan". 
Se han excavado aproximadamente áreas de varias decenes de miles de kilómetros cuadrados. Los cementerios en Kurgan de la comunidad han sido parcialmente abiertos a su estudio.

## Kurgan
La mayoría de los enterramientos en la cultura Begazy-Dandybai son en kurgans. Actualmente se sabe que los kurgans eran enterramientos de los ciudadanos en comunidad. Esto es sabido gracias a las herramientas y restos encontrados en ellos. Durante la era de las construcciones empezaron a aparecer kurgans individuales. Estas construcciones y entierros son una prueba de la desigualdad de ingresos y estratificación social que apareció en esta cultura.
De esta misma época también se han descubierto numerosos menhires.

## Mausoleo megalítico
Artículo principal Mausoleos Begazy Dandybai
Los monumentos más visibles de la cultura Begazy-Dandybai constan de aproximadamente 18 mausoleos megalíticos con una inusual arquitectura y forma de construcción. 
Como regla general, los mausoleos están vallados por 2 o 3 muros de piedra de diseño cuadrado u ovalado, pudiendo pesar hasta 3 toneladas cada uno de ellos. Estos muros rodean una habitación central tapizada por losas que forman una galería que alcanza hasta 30m de diámetro. Esta habitación central no siempre presentaba una puerta de entrada. El techo de la habitación central está construido con piedras y múltiples pilares cuadrados que soportan el techo. En el interior de estas habitaciones se encuentra el sarcófago.
Los mausoleos están rodeados por kurgans. Los cementerios estaban cerca de los poblados grandes. Las casas estaban fabricadas de granito con habitaciones conectadas entre sí mediante pasillos con gruesas paredes y pilares.

## Arte
La cultura Begazy-Dandybai preservó útiles de la Edad de Bronce y, al mismo tiempo, creó nuevos objetos pertenecientes a la Edad de Hierro Temprana.
Los hallazgos encontrados en los kurgan individuales (Los pertenecientes a la clase alta de la sociedad) nos muestran que las habitaciones estaban ricamente decoradas con vasos de cerámica decorados con una ornamentación geométrica y caracteres tamga, junto con otros jarrones y cerámica más áspera. 
En los mausoleos se han encontrado cabezas de flecha de bronce. También la presencia de cerámica y otros elementos de bronce y oro encontrados denotan la influencia de la cultura nómada de los Tasmola 
Además de todos estos útiles, se ha comprobado que también conocían el uso de la joyería, puesto que se han encontrado brazaletes de plata y oro, anillos, pendientes, amuletos, hebillas, o diademas.

## Población
Los poblados estaban localizados en los pies de cerros pedregosos, cercanos a fuentes de agua y combustible. Se han descubierto restos de asentamientos mineros y metalúrgicos en los valles de Tokraun, Nura, Sary Su, Atasu, Ishim, Selety. 
En estos poblados, sus habitantes producían tarros, boles, tazas, etc. Los tarros cerámicos eran acompañados de jarras globulares con cuelloalto. Conseguían la cerámica mezclando la arcilla con arena granítica. En las habitaciones se han hallado numerosas herramientas, tanto de metal (Alfileres, agujas...) como de hueso (Botones, agujas, cajas...). Junto a estos útiles del hogar se han encontrado herramientas mineras de metal, como martillos, morteros o moldes de piedra.

## Economía
La evidencia muestra una economía desarrollada con el conocimiento de la agricultura de regadío, ganadería y la producción y trabajo con metales no ferrosos. Se cree que durante la Edad de Bronce Tardía (Del siglo XX al VIII A.C.) surgió el pastoreo nómada del tipo yailak (pastoreo lejano en los meses de verano), el cual sirvió para aumentar en productividad de la ganadería, con crecimiento de los rebaños. Mientras, la agricultura usaba el sistema de riego continuado.

## Culturas relacionadas
Se considera a la Cultura de Andrónovo como una predecesora de la cultura Begazy-Dandybai. 
Los sitios de la cultura Begazy-Dandybai se encontraban localizados en las áreas montañosas que rodean las estepas secas. Tras ellos surgieron otras culturas que se dedicaron al pastoreo nómada en estas mismas zonas. Estas culturas son:
- Cultura Tasmola: Situada en la zona de Kazajistán central (Provincias de Karaganda, Akmola, y Pavlodar)
- Cultura Pazyryk: En el Macizo de Altái.

Mientras que la arquitectura megalítica de la cultura Begazy-Dandybai era única, otros aspectos de su cultura eran similares a la de otras culturas de su época, como, por ejemplo, a la cultura Karasuk.
En ausencia de otras pruebas, no hay consenso en la identidad histórica, genética o conexiones culturales de la cultura Begazy-Dandybai. Las expertos están divididos entre teorías de un origen indígena o un origen predominantemente externo. La población de la cultura Begazy-Dandybai puede ser tan antigua como la de otros pueblos como los aorsi, los Yancai, los Saces, los Escitas, los Isedones o los Wusun.

## Literatura
- Margulan Un.H., Begazy-Dandybaevskaya Kultura Tsentralnogo Kazakhstana, Alma-Ata: Akademiya nauk Kazahskoj SSR, 1979.

- Datos: Q814276
- Multimedia: Begazy-Dandybai culture / Q814276